# ПФК ЦСКА (София) през сезон 2015/16
Преди началото на сезона се прави селекция от изцяло български футболисти играли в А и Б професионалните групи както и юноши на ЦСКА. От състава, състезавал се през миналия сезон, остават Стоян Колев, Борис Галчев и Анатоли Господинов. Сред привлечените футболисти са известни имена като Костадин Хазуров, Преслав Йорданов, Момчил Цветанов, Самир Аясс, Иво Иванов, Александър Бранеков и Ангел Грънчов. ЦСКА започва силно сезона в Югозападната В аматьорска футболна група, като до 9-ия кръг записват 9 победи без инкасиран гол с голова разлика 43:0. За Купата на България, ЦСКА побеждава последователно ФК София 2010, Септември (София), ФК Сарая, Ботев (Ихтиман). На 1/16 финалите червените печелят срещу Нефтохимик (Бургас). В осминафиналите армейците ще играят със Спартак (Плевен).
На осминафиналите от Купата на България армейците побеждават Спартак Плевен с 2:0. Жребият отрежда домакинство срещу Созопол в мач от четвъртфиналите на турнира на 10 декември.
Междувременно ЦСКА продължава без грешка в първенството, като завършва полусезона без загубена точка и зимува на първото място в Югозападната В група.
Червените побеждават Созопол с 3:0 и продължават в полуфиналите на турнира през пролетта. Междувременно синдика Дора Милева приема и обработва документи на кредиторите на ЦСКА. Решение ще вземе съдът, кои задължения отпадат и кои остават, за да се определи окончателната сума на задълженията.
На полуфинала за Купата на България ЦСКА играе с Берое два мача на разменено гостуване. И двата завършват с резултат 2:0 за армейците, които се класират за финала срещу Монтана.
В първенството ЦСКА записва предимно победи с изключение на един равен мач срещу Сливнишки герой 2:2.
На 24 май 2016 г. се играе финал за купата на България. На националния стадион „Васил Левски“ пред 33 345 души ЦСКА печели с 1:0 купата на България срещу Монтана, с гол на Станислав Маламов.
ЦСКА завършва сезона с победа в последния си мач във В група. Армейците побеждават Миньор Перник с 6:1, мачът се играе на стадион „Славия“ в Овча купел. ЦСКА записва 31 победи, 1 равенство, вкарва 146 гола и допуска 10 при голова разлика 136, печелейки Югозападната В група с 94 точки актив.